# K 2000 : La Nouvelle Arme
Pour plus de détails, voir Fiche technique et Distribution.
K 2000 : La Nouvelle Arme (Knight Rider 2000) est un téléfilm américain réalisé par Alan J. Levi (en), diffusé le 21 mai 1991 sur le réseau NBC.
En France, le téléfilm a été diffusé le 22 décembre 1991 sur La Cinq puis sur France 3 en décembre 1992, en avril 1993, en juillet 1993 et en décembre puis aussi le 30 décembre 1995 sur TF1. Rediffusion 1er mai 1997 sur TF1.

## Synopsis
Dans les années 2000, les armes ont été interdites et l'application de la loi est effectuée au moyen de pistolets non létaux aux micro-ondes « étourdissantes ». Au lieu des classiques cellules de prison, les criminels sont condamnés à la cryogénisation, ce qui ne permet pas la réhabilitation. 
L'un des anciens détenus, Thomas J. Watts - un ancien flic devenu tueur psychotique - assassine le maire et se lance dans le trafic d'armes avec la complicité du nouveau maire et des fonctionnaires de police corrompus. 
La Fondation pour la loi et le gouvernement (FLAG) dévoile la solution pour aider la police : la Knight 4000, voiture aux fonctions avancées dont un ordinateur doté d'une intelligence artificielle. Modèle nouvelle génération de la Knight Industries, elle prend le relais de la Knight 2000. Avec ce véhicule, la police aura une longueur d'avance sur les criminels lourdement armés et seront mieux à même de les appréhender. Le Knight 4000 possède la plupart des caractéristiques originales de KITT, mais ajoute un mode amphibie qui permet à la voiture de rouler sur l'eau, un affichage tête haute et un dispositif paralysant qui peut neutraliser un humain à distance.
La commissaire de police Ruth Daniels soutient fermement la nécessité d'une application de la loi. Devon Miles et son adjoint, Russell Maddock, sont favorables à cette idée mais la ville veut voir un prototype de la Knight 4000 sous 30 jours. Ils informent le maire que la Knight 4000 est encore un prototype et que l'achèvement prendra au moins deux mois. Devon Miles décide alors d'aller chercher de l'aide auprès de Michael Knight, celui-ci passant son temps à pêcher et à réparer une vieille Chevrolet. Il est furieux que KITT ait été démantelé et essaye de reconstruire l'IA de KITT, ce qui est difficile puisque Maddock a vendu la majeure partie de la technologie de KITT à la recherche médicale. Il réactive le module logique de KITT et l'installe dans le tableau de bord de sa Chevrolet Bel Air bleue de 1957.
Michael Knight va aussi aider l'ancienne policière Shawn Mac Cormick à retrouver Thomas J. Watts qui a tenté de l’assassiner avec la complicité des collègues de Shawn. Cette dernière a survécu grâce à l'implantation d'une puce de mémoire de  KITT dans son cerveau. 
Shawn quitte les forces de police après avoir appris que la commissaire, Ruth Daniels, ne voulait pas autoriser l'implantation de sa puce cérébrale ni l'aider à retrouver son assassin. Shawn décide donc de postuler pour intégrer la Fondation Knight pour retrouver son agresseur. 
Thomas J. Watts apprend que Shawn est en vie et envoie les flics corrompus pour les éliminer, elle et Michael, qui sont pourchassés lorsqu'ils tentent de fuir. KITT les aide à éviter la capture en se jetant d'une jetée où il coule rapidement. Michael et Shawn sont en sécurité, mais KITT est gravement endommagé lorsque de l'eau pénètre dans ses circuits. Watts croyant que Michael et Shawn sont morts, fait donc kidnapper Devon Miles et utilise une technologie d'analyse de la mémoire pour découvrir ce que Devon sait. Il décide ensuite le tuer en lui injectant du poison dans le sang.
Michael Knight, après avoir fait le deuil de son mentor, récupère le module logique de KITT pour l'installer dans la Knight 4000 et décide de venger la mort de Devon Miles.

## Fiche technique
- Titre original: Knight Rider 2000
- Réalisation : Alan J. Levi
- Scénario : Rob Hedden
- Production : River Rock Productions Universal Television Group
- Producteurs exécutifs : Michele Brustin
- Distribution : NBC
- Langue : anglais
- Pays :  États-Unis
- Directeur de la photographie : Billy Dickson
- Montage : Barry B. Leirer
- Musique : Jan Hammer
- Date de sortie : 
  -  États-Unis : 19 mai 1991
  -  France : 22 décembre 1991

## Distribution
- David Hasselhoff (VF : Yves-Marie Maurin) : Michael Knight
- Edward Mulhare (VF : Jean Berger) : Devon Miles
- Susan Norman : Officier Shawn McCormick
- Carmen Argenziano (VF : Jean-Pierre Moulin) : Russell Maddock / Knight 4000 (voix)
- William Daniels  (VF : Guy Chapellier) : KITT (voix)
- Mitch Pileggi : Thomas J. Watts
- James Doohan : Lui-même

## Commentaires
- Ce téléfilm a été réalisé afin de sonder la réaction du public sur une possible nouvelle série basée sur l'originale, avec une nouvelle héroïne incarnée par Susan Norman mais sans David Hasselhoff et les autres acteurs de la série originale.

- Les personnages de Michael Knight et de Devon Miles sont présents dans ce pilote pour marquer le lien avec la série originale.

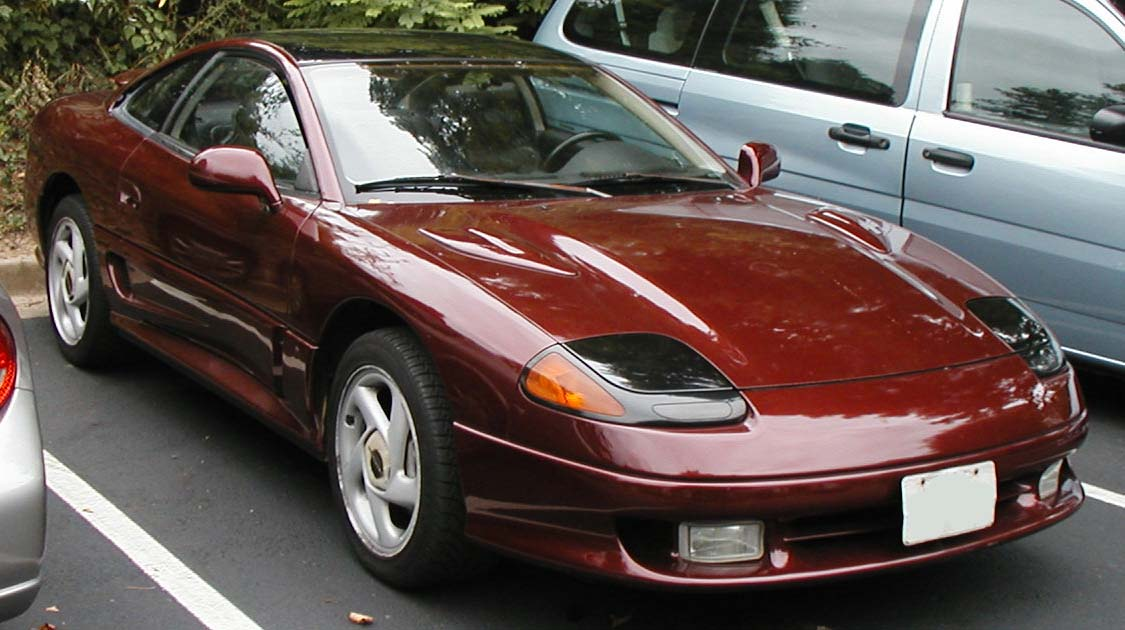
Dodge Stealth 1991

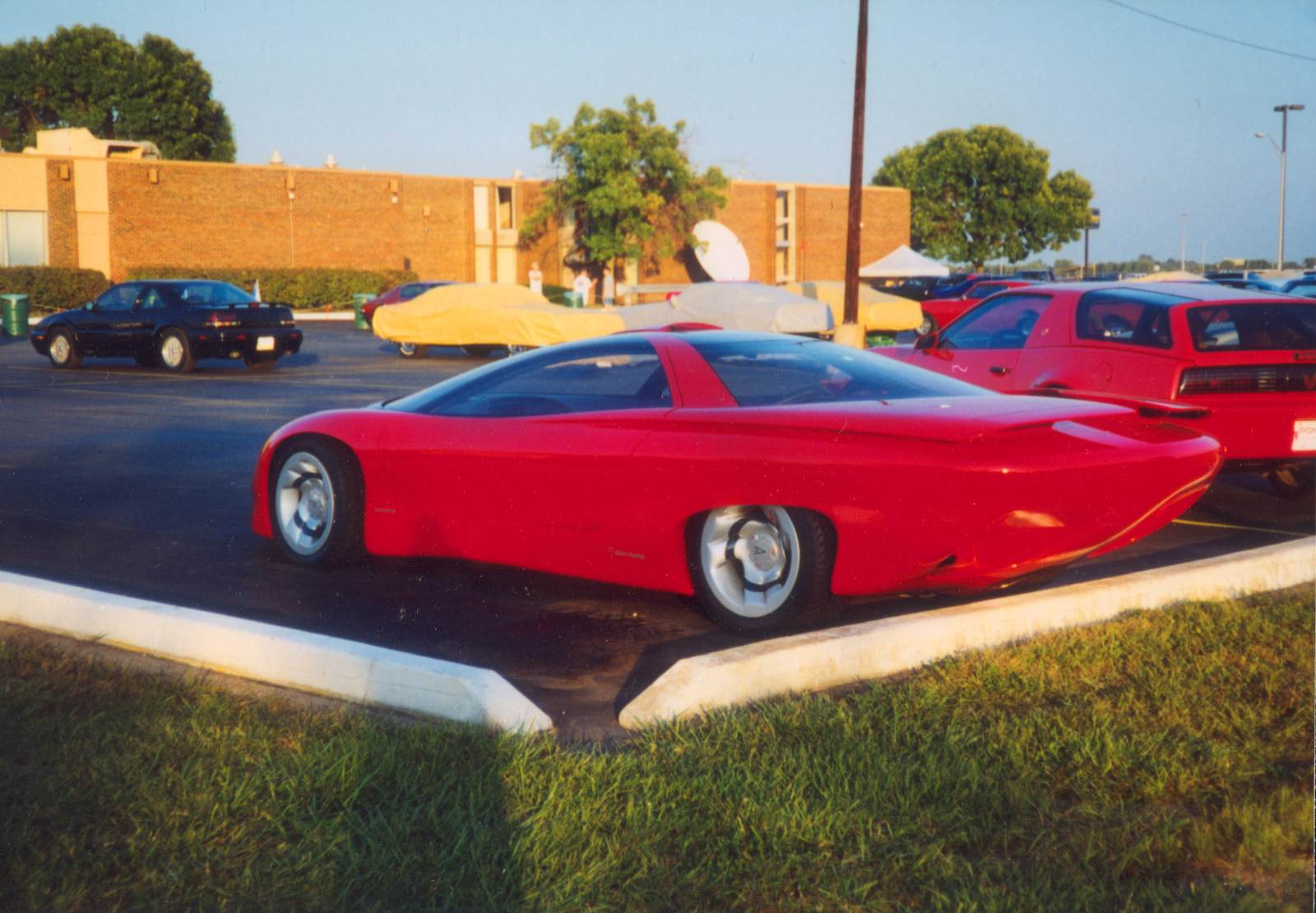
Pontiac Banshee IV

- KITT y est présent avec une nouvelle carrosserie, il s'agit d'une Dodge Stealth recarrossée par Jay Ohrberg avec un kit carrosserie inspirée de la Pontiac Banshee (en) IV.

- La fondation pour la loi et le gouvernement est devenue la fondation Knight dans ce téléfilm en hommage à son créateur Wilton Knight.

- Cet épisode pilote montre que Michael Knight passe la main à la nouvelle combattante du crime Shawn McCormick, puisqu’a la fin du téléfilm, il repart dans son chalet au bord du Lac pour continuer à retaper sa vieille Chevrolet et que Shawn McCormick remplace Michael Knight et fait désormais équipe avec KITT.

- Cet épisode pilote a eu un score d'audience correct, mais le projet de série fut abandonné sans doute en raison du fait que les fans et la chaine NBC voyaient ce projet de nouvelle série K 2000 sans David Hasselhoff avec peu d'intérêt.

- Glen A. Larson, créateur de la série originale, n'est pas impliqué dans la production de ce téléfilm.

- Le téléfilm a été tourné dans certaines parties de San Antonio, au Texas et Corpus Christi, au Texas, selon le générique de fin.